# 库兹河畔利萨克
库兹河畔利萨克（法語：Lissac-sur-Couze，法語發音：[lisak syʁ kuz]）是法国科雷兹省的一个市镇，位于该省西南部，属于布里夫拉盖亚尔德区。

## 地理
库兹河畔利萨克（45°6'14"N, 1°27'41"E）面积12.62 平方千米，位于法国新阿基坦大区科雷兹省，该省份为法国中南部省份，北起上维埃纳省和克勒兹省，西接多爾多涅省，南至洛特省，东临多姆山省和康塔爾省。
与库兹河畔利萨克接壤的市镇（或旧市镇、城区）包括：布里夫拉盖亚尔德、沙斯托、拉尔什、圣塞尔南德拉尔什、圣庞塔莱翁-德拉尔什。

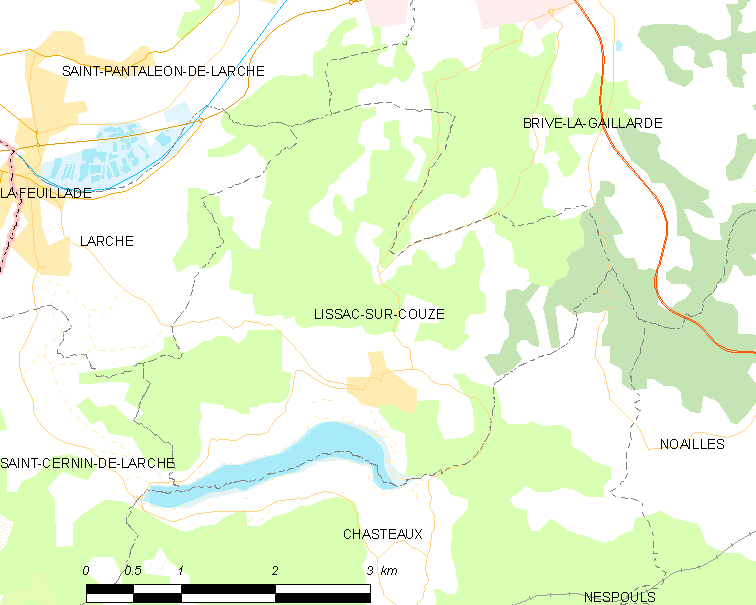
库兹河畔利萨克的OSM定位图

库兹河畔利萨克的时区为UTC+01:00、UTC+02:00（夏令时）。

## 行政
库兹河畔利萨克的邮政编码为19600，INSEE市镇编码为19117。

## 政治
库兹河畔利萨克所属的省级选区为圣庞塔莱翁-德拉尔什县。

## 人口

1962-2008年间库兹河畔利萨克人口变化图示

库兹河畔利萨克于2022年1月1日时的人口数量为688人。